# Gerald Meerschaert
Gerald Edward Meerschaert III, född 18 december 1987 i Racine, är en amerikansk MMA-utövare som sedan 2016 tävlar i organisationen Ultimate Fighting Championship.